# Maschinenring
Ein Maschinenring (MR) ist eine Vereinigung, in der sich landwirtschaftliche Betriebe zusammenschließen, um Land- und Forstmaschinen gemeinsam zu nutzen sowie landwirtschaftliche Arbeitskräfte bei Überkapazitäten zu vermitteln. Die einzelnen Vereinigungen können als Verein oder als Genossenschaften organisiert werden.
Erich Geiersberger gründete 1958 im bayerischen Buchhofen die erste Organisation dieser Art.
Die Maschinenringe haben es sich zur Aufgabe gemacht, den Solidaritätsgedanken zwischen den Mitgliedsbetrieben zu stärken. Vor diesem Hintergrund bietet die Maschinenringe heute ihren landwirtschaftlichen Betrieben auch Hilfen für den wirtschaftlichen und sozialen Bereich an. Die Maschinenringe fördern damit den ländlichen Raum und leisten einen wichtigen Beitrag zur Stärkung der Landwirtschaft. Für ihre Arbeit beziehen sie teilweise auch staatliche Förderungen.
Es gibt auch landwirtschaftliche Lohnunternehmer sowie private Kooperationen in der Landwirtschaft, die ähnliches leisten.
Die Maschinenringe haben auch oft gewerbliche Tochterfirmen, die direkt Dienstleistungen, ähnlich denen der Lohnunternehmer, anbieten.
Maschinenringe haben sich in Europa zu den Europäischen Maschinenringen (EMR) zusammengeschlossen. Es gibt sie in Deutschland, Frankreich, Großbritannien, Luxemburg, Schweiz, Österreich, Ungarn, Italien (Südtirol), Norwegen, Schweden, Finnland, Lettland und Slowenien. Darüber hinaus gibt es Maschinenringe auch in Brasilien, Japan, Australien und in Senegal. Die 2018 gegründeten Maschinenringe in Senegal werden finanziell und organisatorisch vom Bundesverband der Maschinenringe unterstützt.

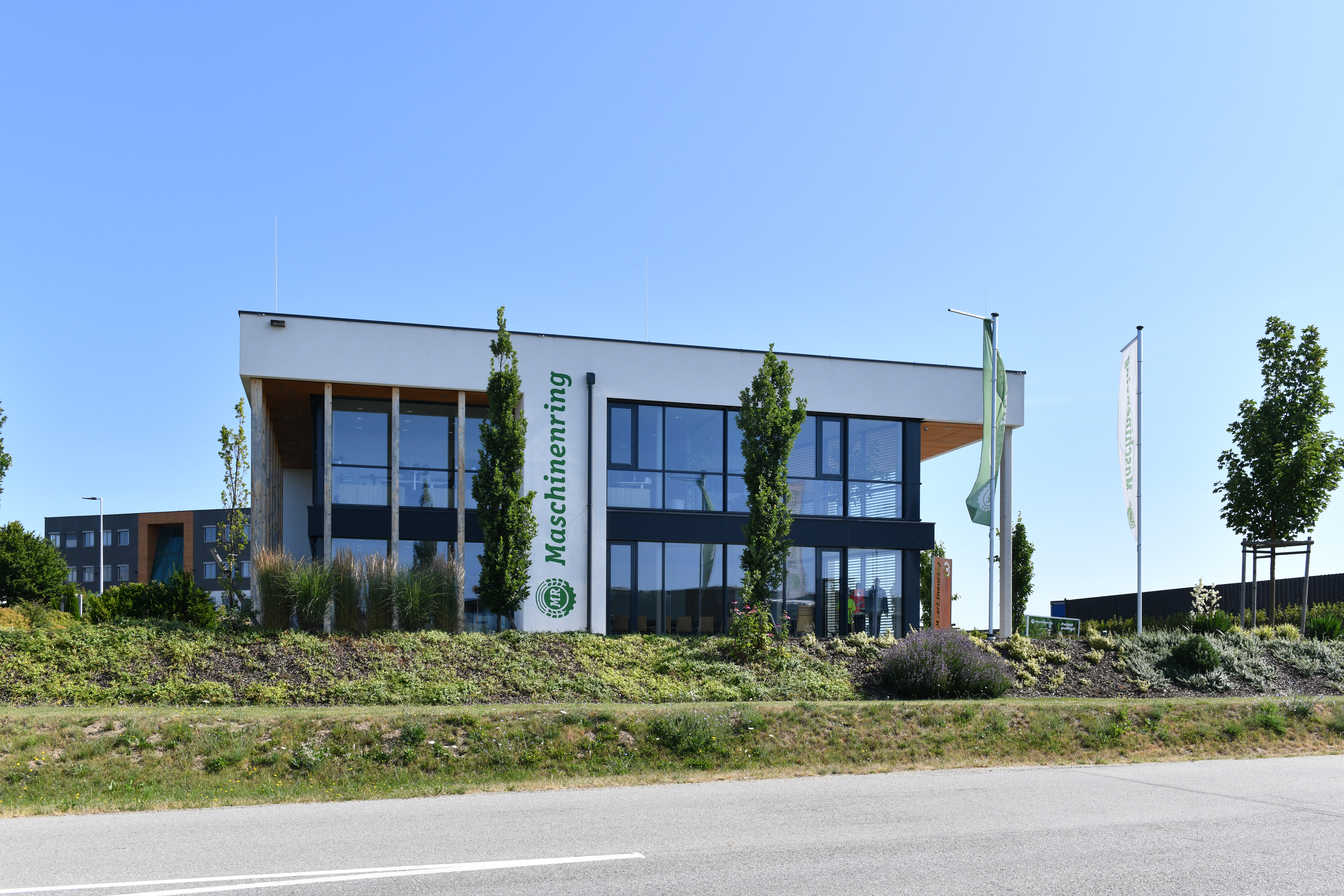
Niederlassung des Dienstleisters Maschinenring Granitland in Bad Leonfelden, Österreich

Die Maschinenringe in Deutschland sind grundsätzlich eingetragene Vereine, die in den Bundesländern über Landesverbände organisiert sind. Auf Bundesebene ist der Bundesverband der Maschinenringe e. V. (BMR) die Dachorganisation. Der wirtschaftliche Zweig des Bundesverbandes ist in der Maschinenringe Deutschland GmbH organisiert.
In Österreich werden die größten Umsätze (etwa 80 %) nach wie vor über den Maschinenverleih erzielt. Daneben werden auch Serviceleistungen für nichtagrarische Betriebe angeboten, wie die Grünraumpflege oder Winterdienste. Vermehrt kommen auch Dienste wie der Betrieb von Bio-Energieanlagen dazu. Die genossenschaftlich organisierten Einzelverbände sind über Landesverbände im Bundesverband als Dachverband zusammengeschlossen. Dieser ist als Verein eingetragen. Weiterhin kann in Österreich der Zivildienst beim Maschinenring abgeleistet werden.
Eine historische französische Entsprechung der Maschinenringe sind auch die ab den 1920er Jahren bestehenden Agarmaschinen-Genossenschaften (coopératives d’utilisation de matériel agricole), kurz: CUMA, die sich als nationaler Verband zusammengeschlossen haben.